# Galium werdermannii
Galium werdermannii är en måreväxtart som beskrevs av Paul Carpenter Standley. Galium werdermannii ingår i släktet måror, och familjen måreväxter. Inga underarter finns listade i Catalogue of Life.